# Changchengopterus
Il Changchengopterus è un genere di pterosauro non-pterodattiloide i cui resti sono stati scoperti nella contea di Qinglong in Cina.
L'olotipo fossile dell'unica specie riconosciuta, il Changchengopterus pani, risale all'epoca calloviana ed è stato descritto per la prima volta nel 2009 dal paleontologo Lü Junchang. Il nome generico della specie combina le parole Changcheng, ovvero la Grande Muraglia cinese, con il termine greco pteron, che significa "ala". Il nome specifico è stato scelto in onore di Pan Lijun, che ha trovato il fossile e lo ha donato alla scienza. L'olotipo, uno scheletro a cui manca il teschio, è relativo a un individuo giovane, la cui apertura alare misura appena 7 centimetri. Nel 2011 è stato descritto un secondo esemplare, acquisito dal Museo di Paleontologia di Liaoning. Questi resti consistono di uno scheletro comprensivo di mascella inferiore di un individuo adulto. L'apertura alare in questo caso è di 70 centimetri.
Nella sua descrizione originale, Lü concluse che il Changchengopterus era uno pterosauro primitivo imparentato da vicino con il Dorygnathus, e lo inserì nella famiglia dei Rhamphorhynchidae. Tuttavia, uno studio seguente da parte di Wang e altri (2010) ravvisò alcune somiglianze con i Wukongopteridae. Andres e Myers (2013) lo inserirono invece nel più largo gruppo dei Monofenestrata.